# Worms-Abenheim
Abenheim (Prononciation ˈaːbn haʏm, patois ˈoːvərʊm) est le quartier le plus Nord-ouest de Worms et se trouve à quelque 9 km du centre.

## Histoire
Des fouilles ont prouvé une habitation depuis le Néolithique. Il y a des trouvailles des chasseurs de l'âge de la pierre, des Germains, des Romains, des Burgondes et des Francs, fondateurs de Abenheim. Le noble franconien "Abo" donne son nom au village comme "Heim d'Abo" (en allemand : "Heim des Abo"). Un document dans le Codex de Lorsch d'une donation du 29 décembre 774 indique pour la 1re fois l'existence du village dans le Sud du Wonnegau. Entre 1390 et 1797, les Dalberg sont les seigneurs du village.
Pendant le temps des Français (1798 à 1814), Abenheim fait partie de l'arrondissement de Mayence dans le département du Mont-Tonnerre avec sa propre mairie dans le canton de Bechtheim . De 1814 à 1816 la rive gauche, donc aussi Abenheim, est administrée par une commission administrative nommée le Österreichisch/Baierischen Gemeinschaftlichen Landes-Administrations-Commission . Selon les clauses du Congrès de Vienne la région tombe sous l'autorité du Grand-duché de Hesse (6 juillet 1816); l'ordre des cantons reste en vigueur dans la Hesse rhénane mais le Canton Bechtheim devient en 1822 le Canton Osthofen. En 1835, la Hesse rhénane est réorganisée et Abenheim passe sous l'administration de l'arrondissement de Worms. En 1946, Abenheim devient partie du Land Rhénanie-Palatinat.
Le 7 juillet 1969 Abenheim devient un quartier de Worms.

## Évolution démographique
Évolution de la population:
| Date | Habitants |
| ---- | --------- |
| 1885 | 1.286     |
| 1925 | 1.843     |
| 1933 | 1.990     |
| 1939 | 1.981     |
| 1968 | 2.605     |
| 2014 | 2.502     |

## Politique
Le quartier Abenheim a été créé district local. À partir de cette date il y a des Ortsvorsteher avec 11 conseillers municipaux (Ortsbeirat (de)).

## Curiosités

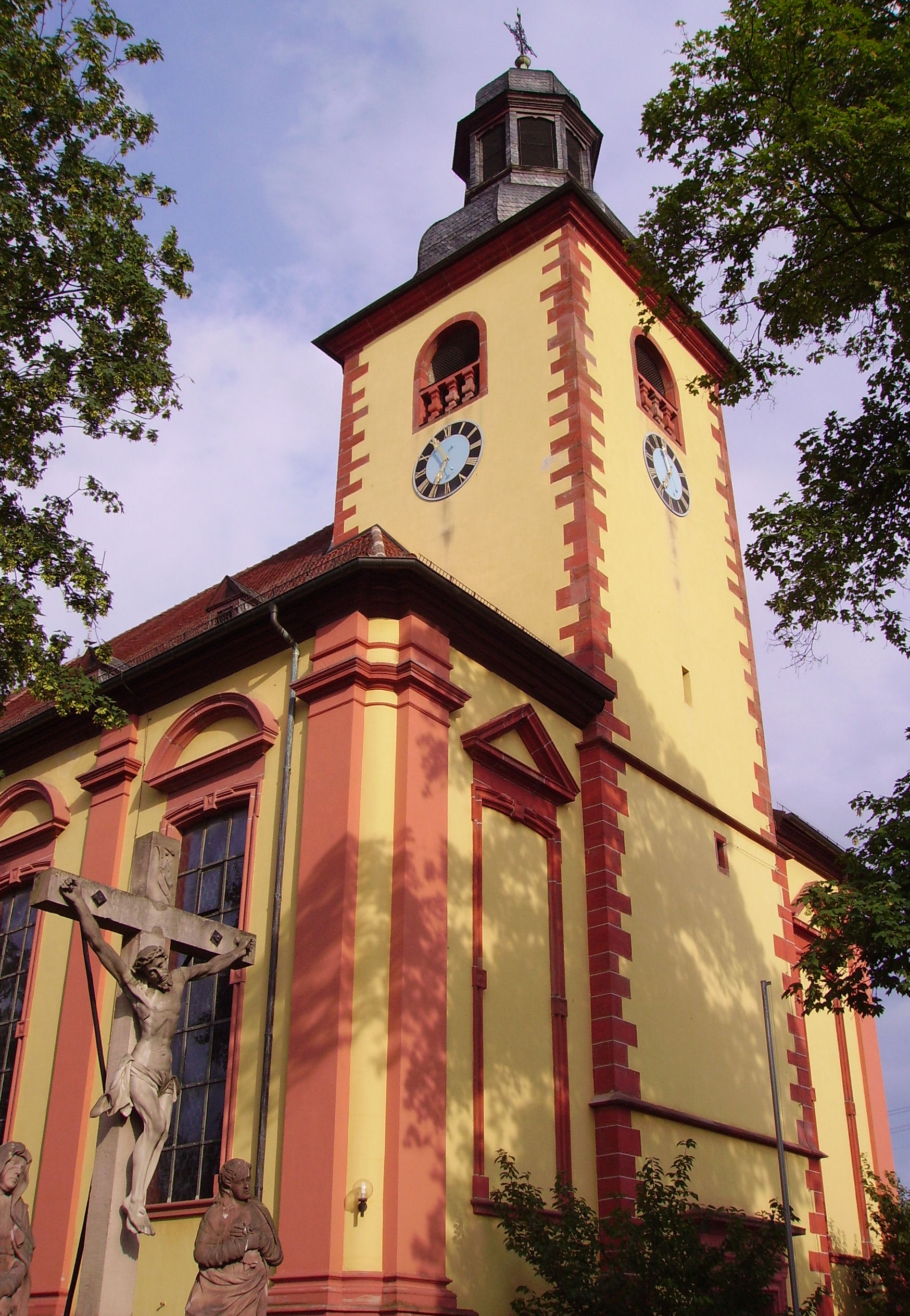
St. Bonifatius

Abenheim a deux marques distinctives: au centre l'église paroissiale catholique St. Bonifatius (construite entre 1724 et 1729), de style baroque et sur la colline Klausenberg, la chapelle St. Martin salue depuis 1000 ans les arrivants.
À côté de l'église paroissiale se trouvent l'ancien siège administratif des Dalberg (construit en 1556) et l'ancienne école, aujourd'hui l'écomusée.
À cause du nombre élevé des catholiques (75 % au 5 septembre 2006), Abenheim est surnommé le "Petit-Rome".
Pour d'autres curiosités: Liste des monuments de Worms-Abenheim (de)

## Personnalités liées à la commune
- Margreth Mohr, épouse de Philipp Mohr de Abenheim, en 1599 accusée lors d'une chasse aux sorcières sous l'administration Dalberg; elle réussit à se sauver par la fuite.
- Johann Georg Boxheimer (1877–1914), député à la 2e chambre du Grand-duché de Hesse [8]
- Joseph Schorn (1856–1927) , député à la 2e chambre du Grand-duché de Hesse [8], Zentrum